# 阿圖瓦伯國
阿圖瓦伯國（法語：comté d'Artois）是一個位於今法國北部的伯國，十三世紀作為法國王子羅貝爾一世的領地被分割出來，後成為哈布斯堡王朝屬地，十七世紀被併入法國成為一個行省。

## 伯爵
- 羅貝爾一世，1237—1250
- 羅貝爾二世，1250—1302
- 阿圖瓦的瑪奧（英语：Mahaut, Countess of Artois），1302—1329

1329年後，阿圖瓦伯國與勃艮第伯國成為共主邦聯。